# Pelorus (Schiff, 2001)
Die Pelorus ist mit einer Länge von 115 Meter eine der größten Megayachten der Welt. Sie wurde von Tim Heywood entworfen und vom deutschen Schiffbauunternehmen Lürssen auf der Kröger-Werft in Schacht-Audorf gebaut. Unter den größten Yachten der Welt nimmt sie einen Platz in den Top 30 ein.

## Geschichte

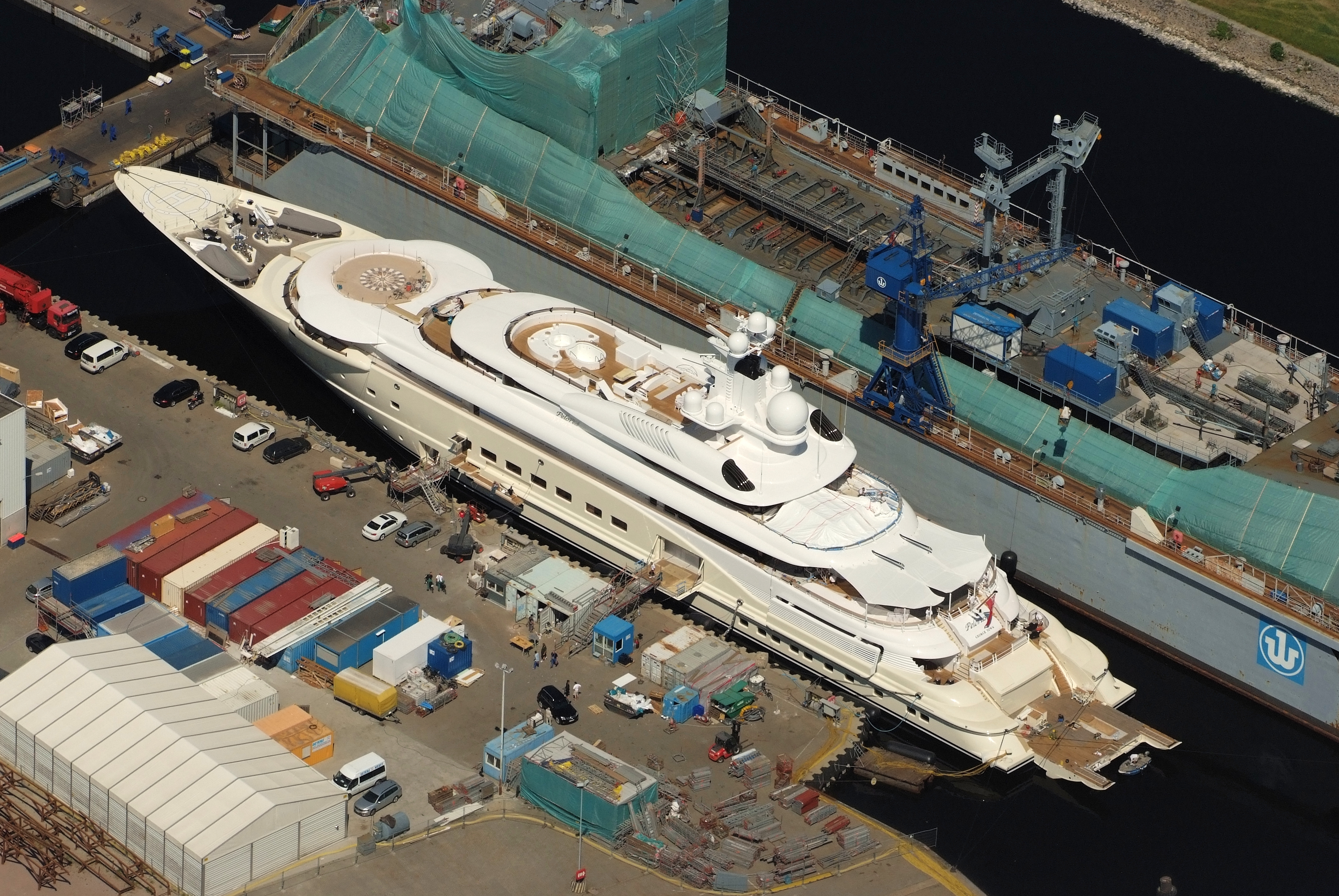
Die Pelorus in der Neuen Jadewerft in Wilhelmshaven (2012)

Der saudische Geschäftsmann Abdulmohsen Abdulmalik Al-Scheich kaufte die Yacht nach ihrer Fertigstellung im Jahr 2003 für etwa 300 Millionen US-Dollar und verkaufte sie 2004 an den russischen Milliardär Roman Abramowitsch.
Dieser ließ die Yacht ab September 2004 sechs Monate lang für etwa 12 Millionen Euro von Blohm + Voss umbauen. Während der Umbauten wurde ein zweites Helipad auf dem Bug und Stabilisatoren installiert sowie kleinere Umbauten am Mast, Heck und der Abgasanlage durchgeführt. Seine Schiffe Pelorus, Eclipse und Sussurro waren Teil seiner Privatflotte („Abramovich's Navy“).
Im Zuge der Ehescheidung erhielt Irina Abramovich im Jahr 2009 die Pelorus. Sie verkaufte sie für etwa 300 Millionen Dollar an den US-amerikanischen Musik- und Filmproduzent David Geffen. Von Ende 2011 bis Mai 2012 wurde die Yacht bei der Neuen Jadewerft in Wilhelmshaven umgebaut.
Geffen verkaufte sie 2011 an Scheich Abdullah bin Zayid Al Nahyan. 2016 wurde sie an den chinesischen Milliardär Samuel Tak Lee verkauft. Im September 2022 wurde die Pelorus zum Verkauf angeboten, im Juli 2023 lag ihr Preis bei 185 Millionen Euro.

## Technische Daten und Ausstattung
Die Yacht wird von zwei 3.900 kW starken Wärtsilä-Motoren des Typs 12V26 angetrieben, die über Untersetzungsgetriebe auf zwei Verstellpropeller wirken. Das Schiff erreicht so eine Geschwindigkeit von maximal 20 Knoten. Für die Stromversorgung stehen vier Dieselgeneratoren des Typs QSK19-DM  ein Notgenerator (Typ NT855D) von Cummins Engine zur Verfügung.
Der Designer der Innenausstattung ist Terence Disdale. Er reiste für die Ausstattung der Yacht um die ganze Welt und sammelte Material für Möbel und Verkleidungen. So nutzte er zum Beispiel für die Decke der Lounge Blätter der Bananenstaude, für den Boden Eiche und Schiefer, die Türen stammen aus alten chinesischen Tempeln. Für allerlei Accessoires verwendete er fossile Baumwurzeln aus Malaysia, Rinde von den Philippinen sowie Treibholz aus Bali. Weitere verwendete Materialien sind Bronze, Chenille, Eisen, Nickel, Raphia und Zinn.
Die Besatzung umfasst bis zu 46 Mitglieder.